# Kościół św. Mateusza Apostoła i Ewangelisty i św. Wawrzyńca Męczennika w Pabianicach

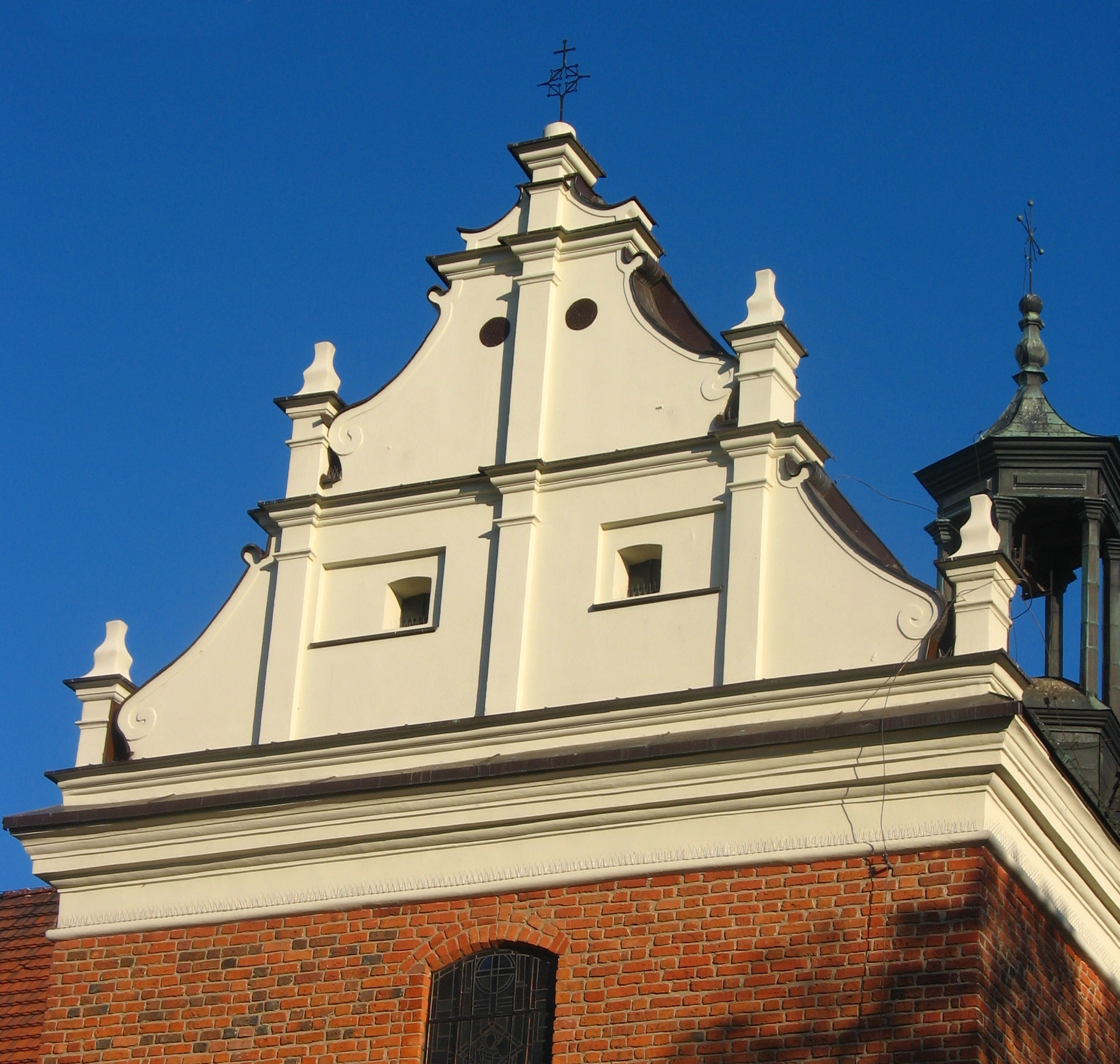
Szczyt transeptu

Kościół św. Mateusza Apostoła i Ewangelisty oraz św. Wawrzyńca Męczennika – najstarszy kościół w Pabianicach (Stary Rynek 22), obiekt zabytkowy; jedna z najstarszych świątyń rzymskokatolickich w archidiecezji łódzkiej i kościół parafialny parafii pod tym samym wezwaniem.

## Architektura
Kościół jest trójnawową świątynią o typie bazylikowym, w kształcie krzyża łacińskiego, orientowaną, zakończoną absydą. Wieża w dolnych partiach jest na planie czworoboku, w wyższych – ośmioboku, a w przejściu od czworoboku do ośmioboku znajdują się przybudówki; nakryta jest spiczastym hełmem. Kościół zbudowany z cegły na zaprawie wapiennej (elewację zrewitalizowano w latach 2010–2011). Detale wykonane są z piaskowca, z wapiennymi tynkami na wieży, szczytach i gzymsach. Budowla łączy w sobie cechy kilku stylów architektonicznych: romańskim akcentem jest absyda, gotyckim – wieża oraz przypory, zaś renesansowe są m.in. attyki i ramiona transeptu. Autorem projektu jest Ambroży Włoch z Płocka.

## Wnętrze kościoła
Wystrój wnętrza pochodzi z epoki baroku. Nawę główną oddzielono od naw bocznych kolumnami i filarami na przemian. Chór wsparto kolumnami. Sklepienie jest kolebkowe.
Późnorenesansowy ołtarz główny pochodzi z II połowy XVII w. ze szkoły krakowskiej. W centrum znajduje się obraz Chrystusa Ukrzyżowanego na tle panoramy Jerozolimy. Po jego bokach stoją rzeźby patronów kościoła: św. Mateusza i św. Wawrzyńca. Nad nim obraz Wniebowzięcia Matki Bożej. Wśród mebli ołtarzowych są XVIII-wieczne fotele w stylu baroku gdańskiego.
W lewym transepcie znajduje się ołtarz Matki Bożej ze srebrną sukienką z XVII w., ozdobiony srebrnymi wotami z XVII i XVIII w i nowszymi oraz relikwiarzami w kształcie piramid, a także ołtarz św. Józefa.
W prawym transepcie znajduje się ołtarz Trójcy Przenajświętszej (o kształcie zbliżonym do ołtarza Matki Bożej) z dwoma relikwiarzami oraz ołtarz św. Anny.
Pod chórem znajdują się: po lewej ołtarz Bractwa Matki Boskiej Pocieszenia z XVIII wieku i po prawej stronie ołtarz św. Antoniego.
Ambonę w stylu renesansowym otaczają stojące postaci czterech ewangelistów, zaś na szczycie umieszczono figurę Chrystusa trzymającego w dłoni kulę ziemską.
Ołtarz Najświętszego Serca Jezusowego umieszczony na wprost ambony zawiera dwumetrowej wielkości figurę Chrystusa Ukrzyżowanego na tle opuszczonej kolczugi-dywanu z blaszek miedzianych. Przebite nogi oraz załamane ręce tworzą kontury krzyża. Pozłacany wieniec cierni otacza centralny fragment tego krzyża. Pochylona głowa zwraca oczy na wysuniętą klatkę piersiową. Dłonie ukazują złote serce – gorejące ognisko miłości. Figura została wykonana w drzewie lipowym ciemno bejcowanym ze złoceniami na pamiątkę Tysiąclecia Chrztu Polski w roku 1966.
Portret ks. Mateusza Miklińskiego, proboszcza pabianickiego w latach 1680–1700, zasłużonego administratora kościoła, któremu kościół zawdzięcza swój wewnętrzny wystrój, wykonany na płycie marmurowej, znajduje się przed ołtarzem głównym, po stronie lewej.
Nagrobek Anny Sułowskiej zmarłej w 1613 roku córki Krzysztofa Sułowskiego, dzierżawcy dóbr pabianickich, znajduje się na ścianie tuż obok ołtarza św. Trójcy. Przedstawia postać dziewczęcą z głową wspartą na lewej ręce, a w prawej trzymającą modlitewnik. Wykonany jest z czerwonego marmuru, takiego samego jak pomniki w katedrze wawelskiej, zaś ozdoby dookoła są z piaskowca. Parafraza Trenów Jana Kochanowskiego wyraża tu ból rodziców po stracie dziecka.
Tablica Judyty żony Władysława Hermana umieszczona jest po prawej stronie ołtarza Matki Bożej Zwycięskiej. Tablica ufundowana w 1588 roku wyraża wdzięczność za narodziny syna książęcej pary – Bolesława zwanego później Krzywoustym (tablica tej samej treści znajduje się w katedrze wawelskiej).
Piwnice grobowe w których spoczywają proboszczowie tutejszej parafii – od wybudowania kościoła aż do roku 1811 – wyłożone są marmurem.
W zakrystii jest umieszczona oszklona duża gablota, w której wystawiono zabytkowe ornaty i naczynia liturgiczne.
Kruchta przy wejściu głównym (od strony zachodniej) oddzielona jest od wnętrza świątyni półkolistym portalem zamykanym kratą z 1897 roku. Nad łukiem portalu znajdują się dwa putta z rybimi ogonami trzymające herb Aaron z koronami i z literami P.C.C.C. (Pabianice Civitas Capituli Cracoviensis czyli Pabianice Miasto Kapituły Krakowskiej).

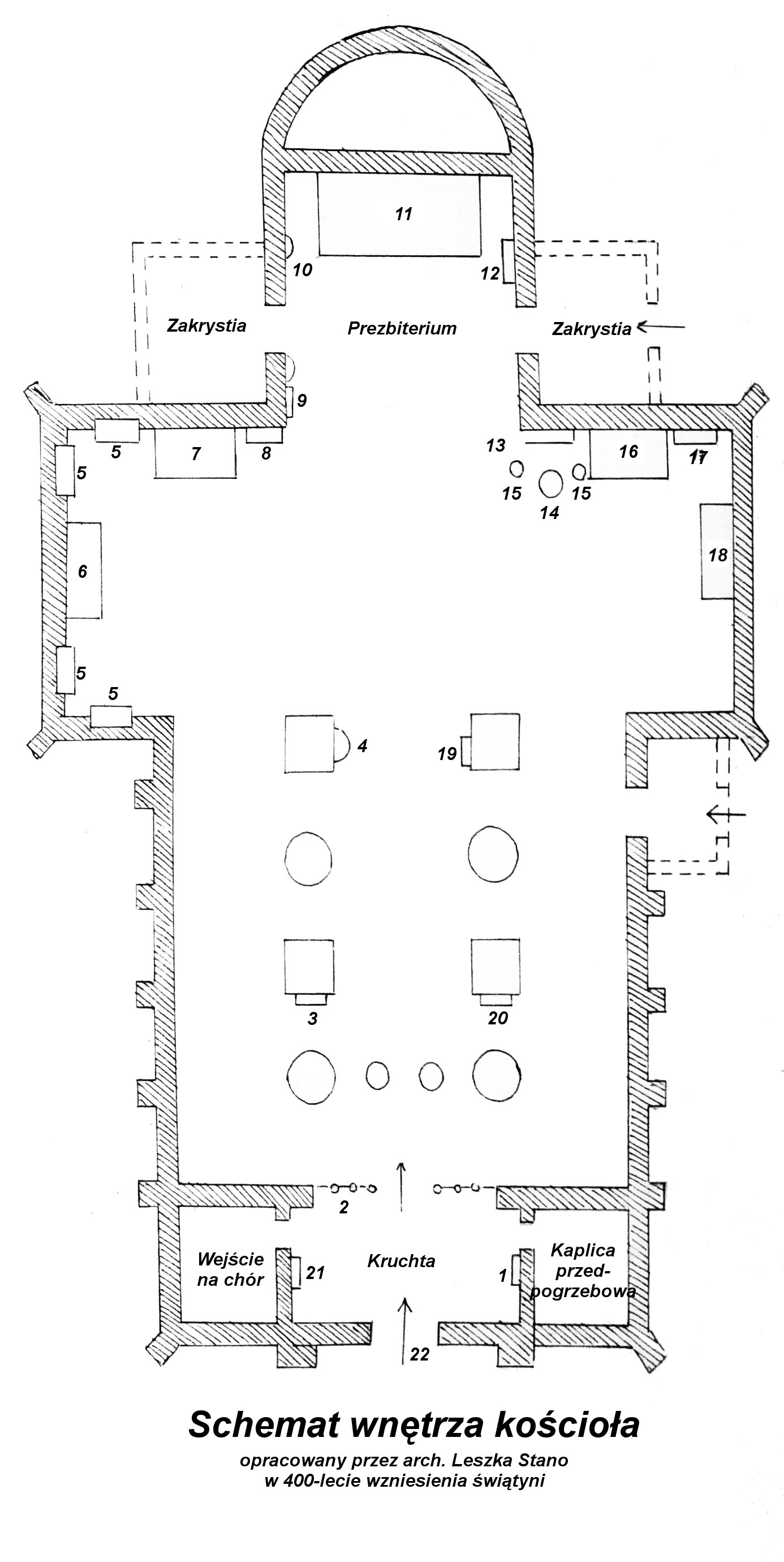
Schemat wnętrza kościoła
1. Krucyfiks z dawnej tęczy z XVIII w.
2. Portal z kratą
3. Ołtarz Matki Bożej Pocieszenia z końca XVII w.
4. Ambona z przełomu XVII/XVIII w.
5. Szafy ścienne na sprzęt kościelny
6. Ołtarz św. Józefa z końca XVII w.
7. Ołtarz Matki Bożej Zwycięskiej
8. Tablica Judyty, żony Władysława Hermana z XVII w.
9. Tablica pamiątkowa ks. Miklińskiego
10. Drzwi do zakrystii z renesansowym gzymsem
11. Ołtarz główny z XVII w.
12. Obraz „Ecce Homo” (Oto człowiek) z XVII w.
13. Tablica Władysława Hermana
14. Chrzcielnica gotycka, piaskowiec z XV w.
15. Lichtarze cynowe, odlewane z XVIII w.
16. Ołtarz św. Trójcy z końca XVII w.
17. Epitafium Anny Sułowskiej z 1613 r.
18. Ołtarz św. Anny
19. Ołtarz Najświętszego Serca Pana Jezusa z 1966 r.
20. Ołtarz św. Antoniego Padewskiego z XVII w.
21. Tablica marmurowa poświęcona św. Maksymilianowi M. Kolbe
22. Portal wejściowy i odrzwia

## Kościół na zewnątrz

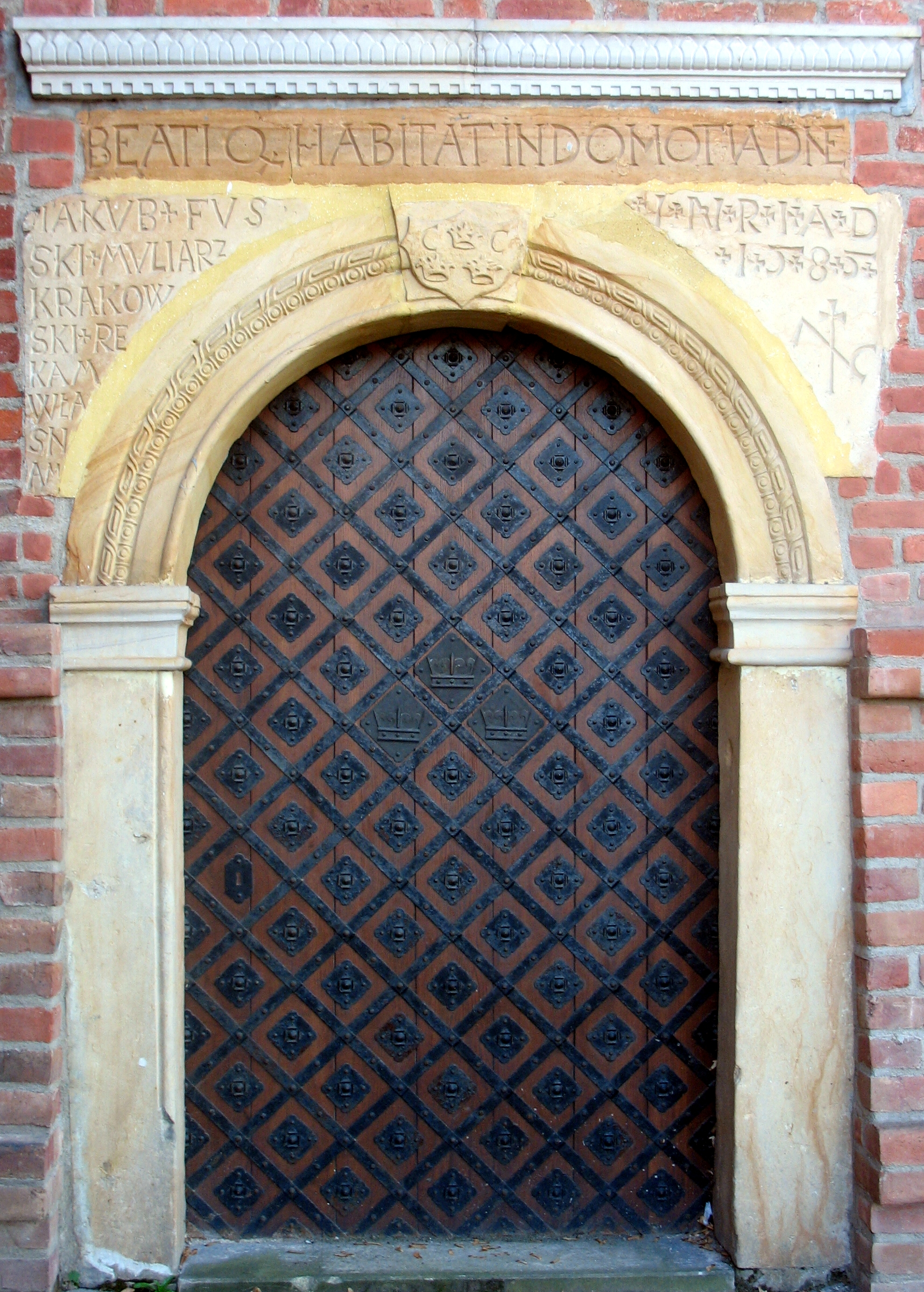
Portal północny

Nad wejściem głównym znajduje się herb Aaron przypominający, że Pabianice należały do kapituły krakowskiej. Łaciński napis "sequere me" oznacza "pójdź za mną". Na drzwiach wejściowych wykutych jest kilka scen: 400-lecie kościoła św. Mateusza, millennium z Prymasem Tysiąclecia, jasnogórskie śluby narodu polskiego, św. Maksymilian, Polacy beatyfikowani przez Jana Pawła II oraz Jan Paweł II pielgrzymujący do Polski. Autorami całości projektu są Zb. Jachorski i A. Czelej.
Na ścianie północnej znajduje się dawne wejście do kościoła, którego portal został odrestaurowany. Nad nim umieszczono łacińską inskrypcję: BEATI Q. HABITAT IN DOMO TVA DNE, czyli „Błogosławieni, którzy przebywają w domu Twoim Panie”. Pod nim znajduje się herb przypominający herb kapituły krakowskiej – mur z otwartą bramą i trzema wieżami. Wokół niego widoczne są litery P.C.C.C (Pabianice Civitas Capituli Cracoviensis) czyli „Pabianice Miasto Kapituły Krakowskiej”. Po stronie prawej portalu widoczny jest napis: I + N + R + I + A + D + 1585 (Iesus Nasarenus Rex Iudeorum Anno Domini 1585, czyli „Jezus Nazareńczyk Król Żydowski Roku Pańskiego 1585”). Pod datą umieszczony jest znak motyki i krzyża. Po lewej stronie portalu znajduje się informacja, że pracę tą wykonał własnym rękami Jakub Fusski, murarz krakowski.
Na najstarszym z dzwonów z 1776 roku widnieje napis: "Custodi nos Domine et populum Tuum ut pupillam oculi" czyli "Strzeż nas Panie i ludu Twego jak źrenicy oka".

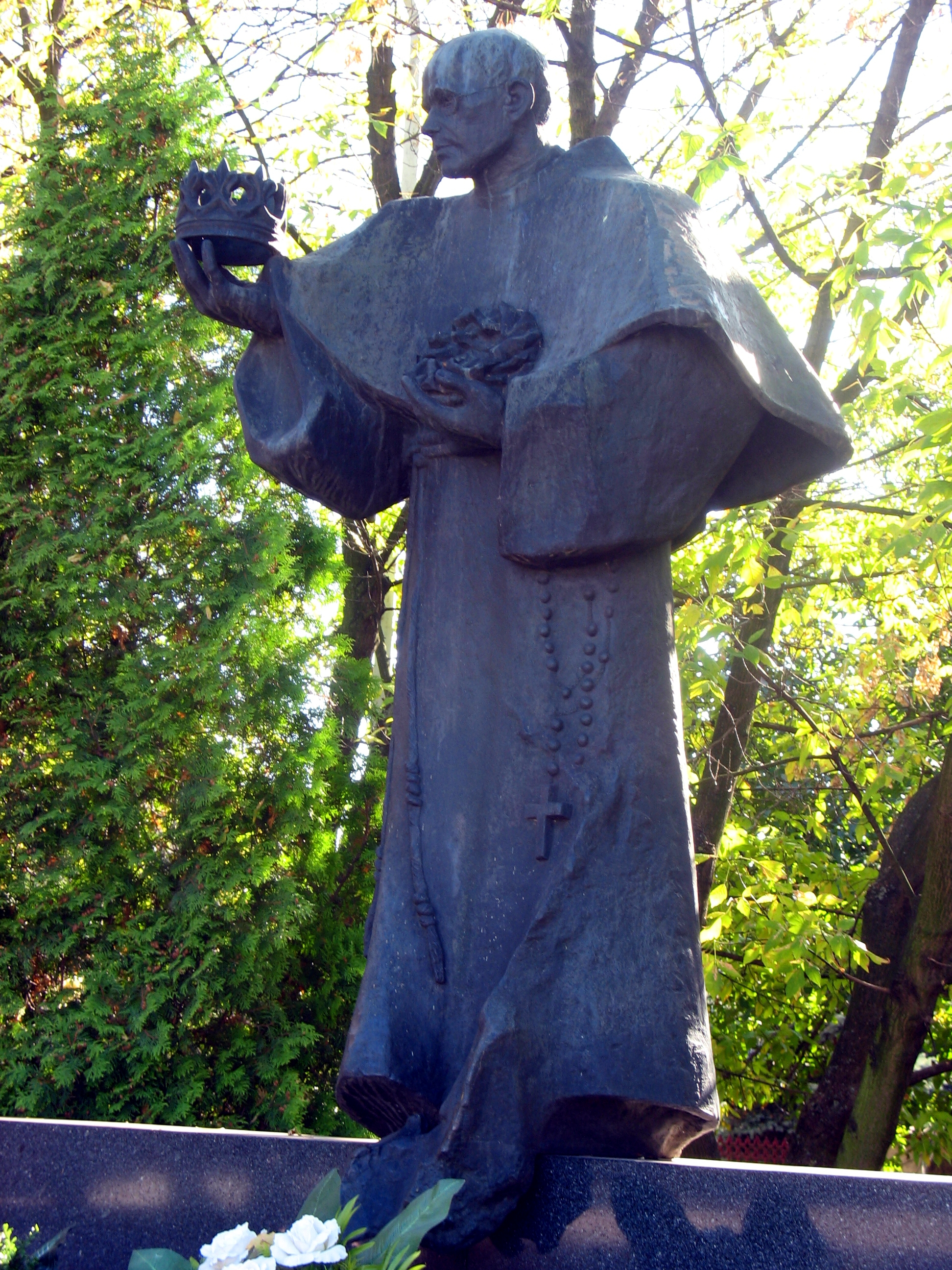
Pomnik św. Maksymiliana wg projektu art. rzeźbiarz Krystyny Fałdygi-Solskiej, odlew wykonał Zbigniew Kluszak

Przy kościele, po stronie południowo-zachodniej, stoi pomnik św. Maksymiliana Kolbego autorstwa Krystyny Fałdygi-Solskiej, ufundowany przez ks. infułata Lucjana Jaroszkę w roku 1991 jako pierwszy pomnik św. Maksymiliana w Polsce.
Obok znajduje się figura Matki Bożej z roku 1899 ufundowana przez Kacpra i Barbarę Garzyńskich będący dziękczynieniem za uratowanie od epidemii cholery.
Po stronie północno-wschodniej umieszczono kolumnę z XIX wieczną figurą św. Floriana, wotum wdzięczności za ocalenie kościoła od kolejnego pożaru.

## Historia świątyni w datach
- 5 kwietnia 1583 – akt erekcyjny nowego, murowanego kościoła parafii św. Mateusza w Pabianicach
- 15 listopada 1588 – konsekracja kościoła przez bp. Pawła Dębskiego z Krakowa
- 1634 – ufundowanie tablicy pamiątkowej Judyty – żony Władysława Hermana
- 1637 – wyposażenie wnętrza dwoma obrazami przedstawiającymi męczeństwo św. Wojciecha i św. Stanisława (nie przetrwały do czasów współczesnych)
- 20 kwietnia 1697 – uszkodzenie organów kościelnych w wyniku uderzenia pioruna w wieżę kościelną (naprawa przez organomistrza Tomasza z Kielc trwała dziewięć tygodni)
- 7 października 1697 – poświęcenie ołtarza głównego i ołtarzy bocznych (św. Józefa, Aniołów Stróżów oraz dwóch obecnie nieistniejących: Najświętszej Trójcy i Niepokalanego Poczęcia) przez bp. Wierzbowskiego, sufragana poznańskiego
- 26 października 1698 – wzniesienie ambony
- 1721–1735 – doposażenie kościoła przez Kapitułę Krakowską kwotą około 3 tysięcy złotych, ornatami i innymi szatami kościelnymi ze skarbca
- 1760 – pożar kościoła, podczas którego stopiły się dzwony (na ich miejsce sporządzono dwa nowe: Stanisław i Mateusz)
- 1776 – zamieszczenie obrazu w ołtarzu Trójcy Przenajświętszej
- 16 sierpnia 1823 – pożar dachu kościoła, podczas którego spłonęła kopuła nad transeptem (zwana "banią"); z tego powodu usunięto tzw. tęczę, a znajdujący się na niej krzyż z figurą Chrystusa umieszczono w głównym przedsionku
- 1861 – montaż nowego zegara na wieży
- 1865 – wieżę nakryto gotyckim hełmem w kształcie piramidy zwieńczonym krzyżem
- 1865–1876 – renowacja kościoła
- 1932–1934 – renowacja kościoła
- 1942 – rekwizycja dzwonów kościelnych przez okupacyjne wojska niemieckie
- 21 września 1958 – poświęcenie nowych dzwonów przez bp. Jana Fondalińskiego
- 15 marca 1964 – poświęcenie odnowionych stacji drogi krzyżowej przez bp. Bohdana Bejze
- 25 września 1966 – poświęcenie ołtarza Serca Jezusowego (według projektu prof. Bandury) przez bp. Bohdana Bejze
- 1967 – poświęcenie nowych witraży
- 1971 – poświęcenie nowego dzwonu pod wezwaniem św. Maksymiliana przez bp. Bohdana Bejze
- 3 października 1976 – poświęcenie dwóch tablic pamiątkowych w przedsionku, ku czci św. Maksymiliana i ku upamiętnieniu męczeńskiej śmierci dwóch księży – Lewandowskiego i Krupczyńskiego przez bp. Józefa Rozwadowskiego, bp. Jana Kulika i bp. Bohdana Bejze, z udziałem byłych więźniów obozów koncentracyjnych
- 25 września 1977 – poświęcenie nowych ławek, konfesjonałów oraz nowo umeblowanej zakrystii (według projektu prof. Bandury)
- 1978 – poświęcenie kaplicy przedpogrzebowej oraz położenie stopni marmurowych w prezbiterium
- 1979 – umieszczenie witraży w oknach obu zakrystii (papież Jan XXIII, św. Franciszek, św. Józef, św. Maksymilian otrzymujący korony od Matki  Bożej, czterech ewangelistów, sześć prawd wiary)
- 1986 – poświęcenie głównego portalu kościoła przez bp. Władysława Ziółka
- 1988 – poświęcenie 24 nowych dzwonów, połączonych w system tworzący carillon – z okazji 400-lecia konsekracji kościoła
- 1990–2005 – gruntowna renowacja wnętrza kościoła, budowa oświetlenia zewnętrznego
- 2010–2011 – rewitalizacja elewacji kościoła

## Galeria fotografii

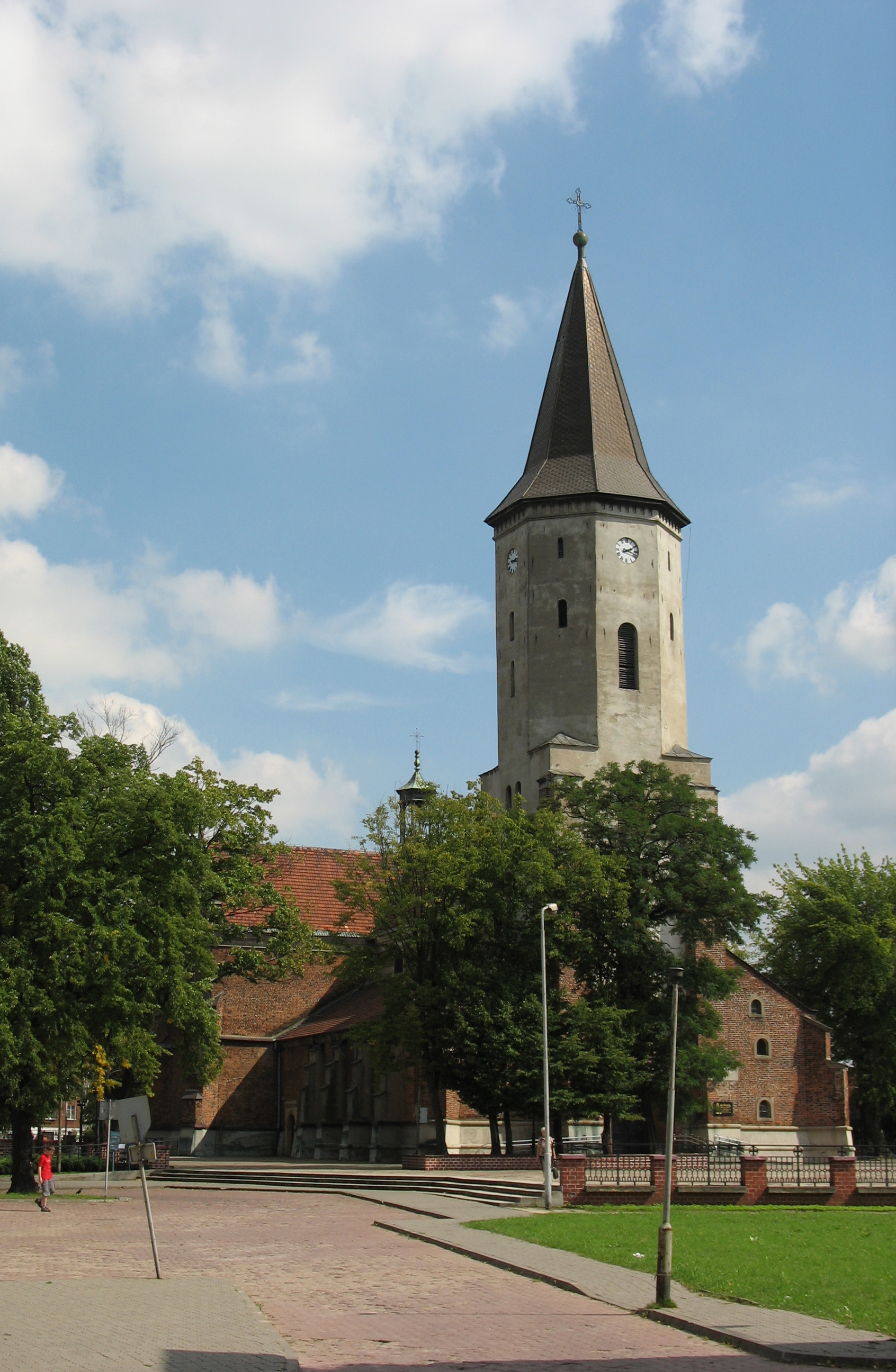
Widok od strony północno-zachodniej
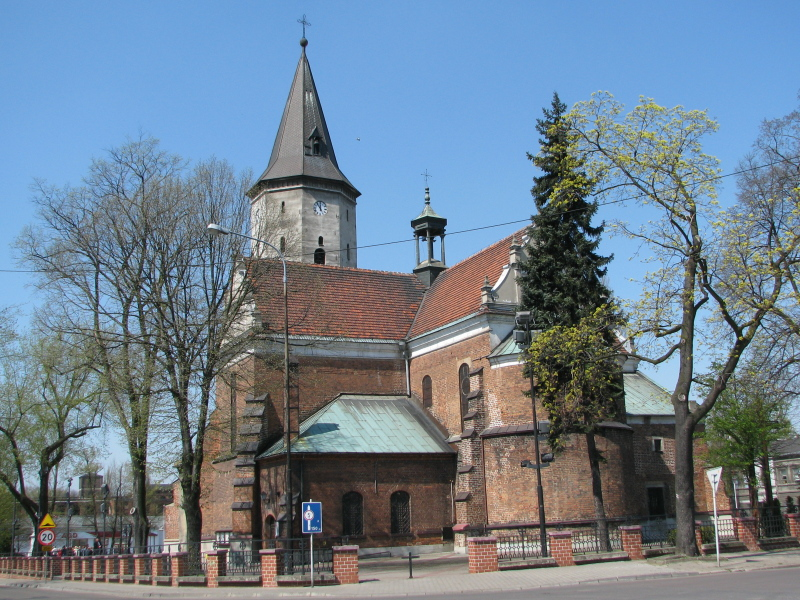
Widok od strony wschodniej
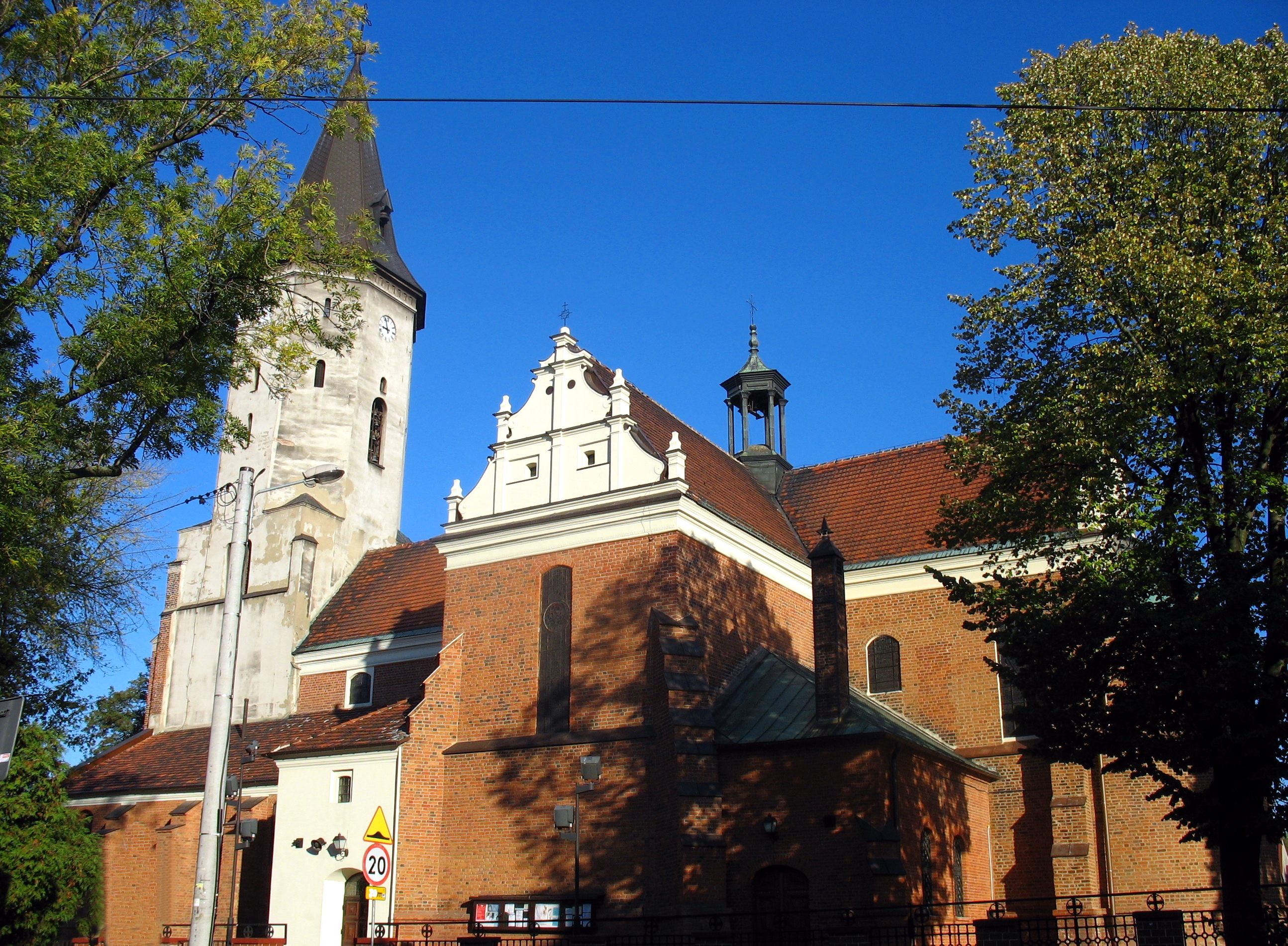
Widok od strony południowej
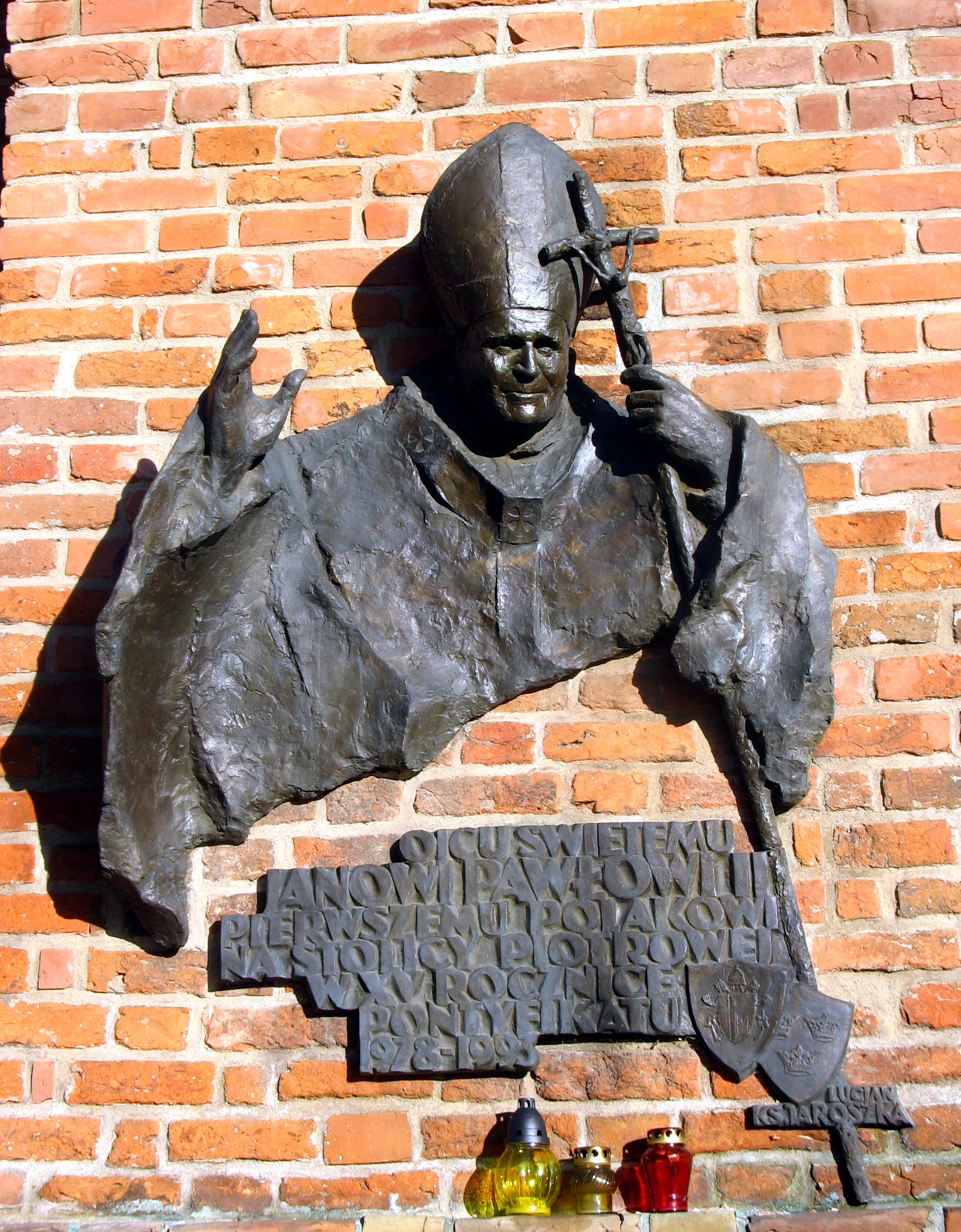
Popiersie Jana Pawła II ufundowane przez ks. L. Jaroszkę  wg projektu art. rzeźbiarz Krystyny Fałdygi-Solskiej